# Krasna Kosa
Krasna Kosa  (ucraniano: Красна Коса) es una localidad del Raión de Bilhorod-Dnistrovskyi en el Óblast de Odesa de Ucrania. Según el censo de 2001, tiene una población de 1013 habitantes.